# Sint-Bavokapel (Eindhout)

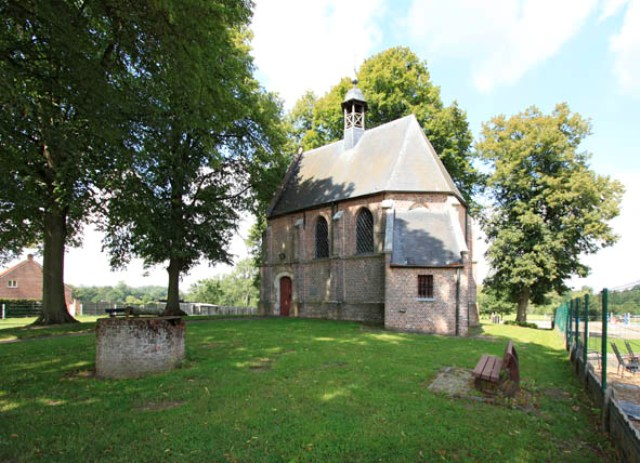
Sint-Bavokapel

De Sint-Bavokapel (ook: Kapel van de Trichelhoek) is een kapel ten zuidwesten van de tot de Antwerpse gemeente Laakdal behorende plaats Eindhout, gelegen aan de Sint-Bavostraat 8.

## Geschiedenis
De Trichelhoek wordt wel gezien als de oudste woonkern van Eindhout, ontstaan in de 12e en 13e eeuw. Een kapel op deze plaats werd begin 16e eeuw al vermeld. Het huidige gebouwtje is in laatgotische stijl en van omstreeks 1600. Later werd nog een sacristie aangebouwd. In 1985 werd de kapel gerestaureerd.

## Gebouw
Het betreft een eenbeukig bakstenen georiënteerd zaalkerkje met driezijdig afgesloten koor. Op het dak bevindt zich een dakruiter, gedekt door een helmdak. De ingang van de kapel bevindt zich in de zuidgevel en is voorzien van een korfboog.
De kapel ligt iets hoger dan de omgeving en wordt omgeven door lindebomen. In de directe nabijheid ligt een waterput.

## Interieur
Het interieur wordt overkluisd door een tongewelf uit het midden van de 18e eeuw.
De altaren zijn in barokstijl en er zijn vier schilderijen die episoden uit het leven van Sint-Bavo voorstellen.